# ارنی کمبل
 ارنی کمبل (انگلیسی: Ernie Campbell؛ زادهٔ ۲۰ اکتبر ۱۹۴۹) یک بازیکن فوتبال اهل استرالیا است.
وی همچنین در تیم ملی فوتبال استرالیا بازی کرده است.